# Boy Erased - Vite cancellate (romanzo)
Boy Erased - Vite cancellate (Boy Erased) è un libro di memorie dello scrittore americano Garrard Conley pubblicato nel 2016 negli Stati Uniti d'America e in Italia nel 2018 da Edizioni Black Coffee. Il libro è incentrato sull'esperienza dell'autore che, dopo aver dichiarato la sua omosessualità, è sottoposto alla terapia di conversione da parte dell'associazione Love in Action.
Il libro ripercorre la vita dell'autore dall'ingresso nel centro dell'associazione Love in Action intervallando la narrazione con frammenti dell'infanzia, adolescenza e delle esperienze dell'autore come studente universitario. Il libro contiene temi forti come lo stupro, la vita secondo la fede cristiana della Bible Belt americana e la spiritualità.
Nel 2018 viene prodotto un film omonimo basato sul libro. Il film è scritto, diretto e in parte interpretato da Joel Edgerton, con protagonista  Lucas Hedges nelle vesti di Jared, alias di Conley.

## Trama
Nel 2004, Garrard è un ragazzo di 19 anni che vive in Arkansas, Stati Uniti, figlio unico di un venditore di automobili che sta per diventare un pastore battista. Durante il college Garrard dichiara la sua omosessualità ai genitori e questi lo mettono davanti ad una scelta: non completare gli studi ed essere disonorato o sottoporsi a una terapia di conversione. Garrard, in conflitto con la sua sessualità e la sua fede, accetta ed entra nel programma Source dell'associazione Love in Action diretta da John Smid.
All'ingresso del programma, Garrard è privato di ogni effetto personale, del telefono per contattare l'esterno e del suo blocco appunti le cui pagine vengono controllate e strappate se considerate False Immagini, etichetta di tutto ciò che non viene considerato "giusto" dall'associazione. L'associazione vieta ai partecipanti di parlare delle attività al di fuori dell'associazione, vieta ogni contatto fisico e li obbliga a non frequentare luoghi considerati impuri. Durante le attività, i partecipanti sono spinti a fare un Inventario Morale: scrivere tutti i pensieri impuri che li hanno potuti allontanare da Dio e spingere verso la via dell'omosessualità per poi recitarne l'inventario davanti alla comunità esponendosi a giudizio e vergogna. Viene richiesto anche di scrivere un Genogramma in cui vengono elencati i peccati della propria famiglia in un albero genealogico con lo scopo di individuare i peccati trasmessi di padre in figlio. Garrard durante questo esercizio rivive momenti della sua adolescenza e infanzia, sotto forma di flashback, per ricercare la causa della sua omosessualità.
Prima del college, Garrard vive con la sua famiglia, frequenta la comunità battista andando assiduamente in chiesa e ha una fidanzata di nome Chloe. Poco prima dell'università, Garrard lascia la ragazza, consapevole di non provare attrazione per lei e dedica tutta la sua estate a correre e giocare ai videogiochi facendo preoccupare i suoi genitori. Appena cominciato il college, Garrard conosce David e inizia a frequentare lui e la sua chiesa. Purtroppo David lo violenta poco tempo dopo, confessando anche di aver abusato di un ragazzino della sua parrocchia. Dopo il trauma, David chiama i genitori di Garrard e confessa loro l'omosessualità del figlio. Questi, sconcertati, si presentano in università e riportano  Garrard a casa e dopo aver consultato un assistente spirituale convincono Garrard ad entrare nel programma e svolgere controlli medici che potessero spiegare la sua omosessualità. Una volta scoperto tutto a Garrard restano pochi mesi al college prima di iniziare il percorso di conversione. Di questi mesi Garrard ricorda l'incontro con Caleb, uno studente dell'ultimo anno con cui ha una breve storia romantica. Questo farà successivamente parte del suo Inventario Morale.
Garrard segue i corsi di Love in Action e si confronta con i compagni che a loro volta sono sottoposti alla vergogna costante nel raccontare i loro "peccati". Durante tutto il percorso la madre rimane accanto a Garrard: si preoccupa quando non vede progressi e non comprende gli esercizi assegnati e il modo in cui questi avrebbero aiutato suo figlio. Dopo molte settimane di terapia a Garrard viene chiesto di compiere un particolare esercizio: fissare una sedia vuota e fingere di aver di fronte suo padre per dirgli tutto quello che odia di lui. Garrard si rende conto che quello non è più un posto dove può stare e scappa dall'incontro, recupera il suo telefono e chiama la madre che interviene subito e ritira suo figlio dal programma. Garrard dunque torna a casa, riprende il college consapevole però di aver deluso suo padre che a sua volta non accetta il fallimento della terapia.
Pochi anni dopo, John Smid lascia Love in Action, si dichiara gay e diventa attivista contro le terapie di conversione mentre Garrard decide di scrivere il suo memoriale descrivendo le esperienze vissute durante la terapia. Viene a sapere che la scrittura del libro avrebbe messo in cattiva luce suo padre: molti consideravano avere un figlio gay come una macchia nella vita di un pastore. Il padre di Garrard però lascia che suo figlio scriva il libro dopo che lui gli confessa che solo scrivendolo sarebbe potuto andare avanti.

## Autore

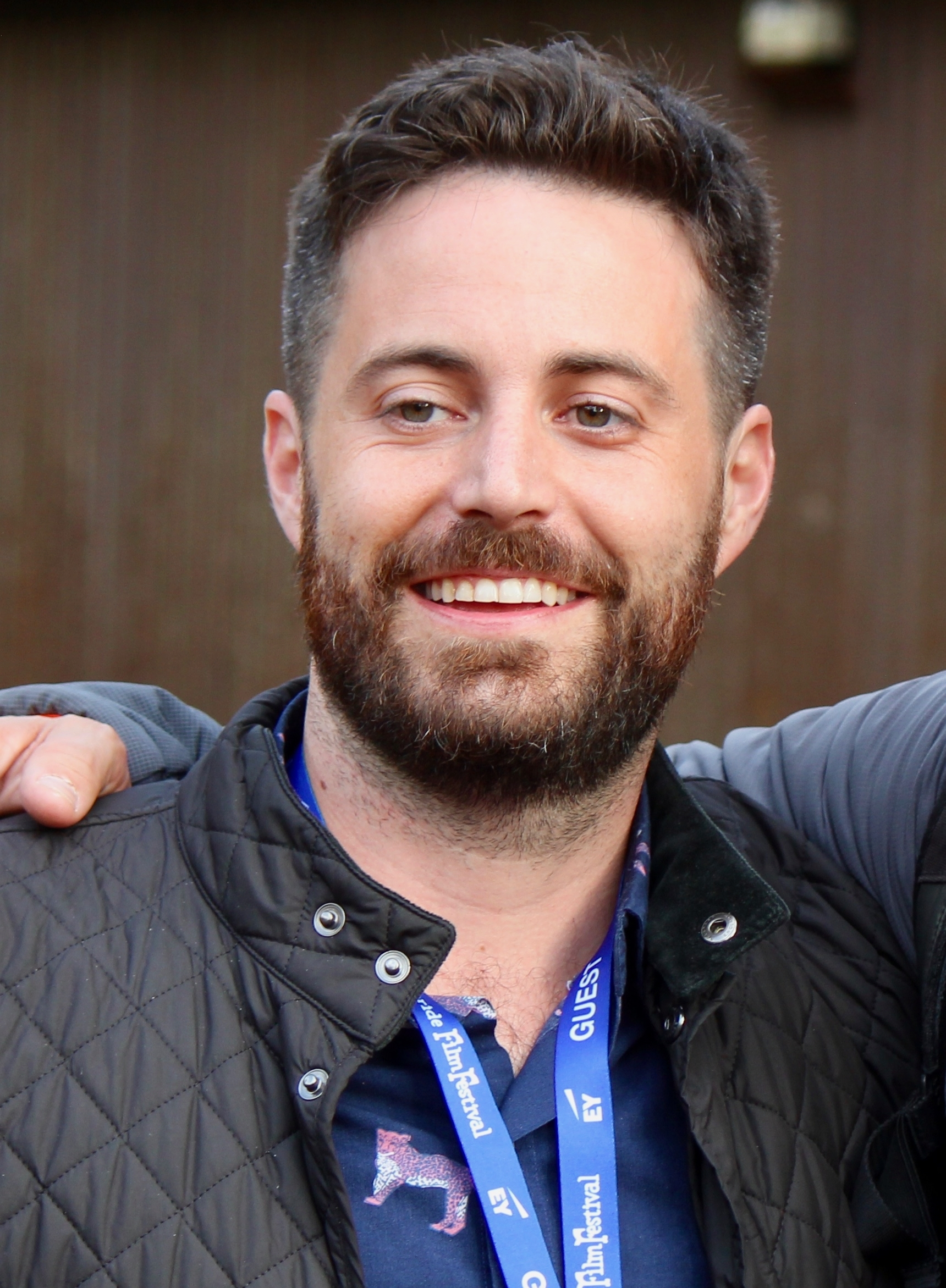
Garrard Conley

Garrard Conley è cresciuto nell'Arkansas settentrionale, a Cherokee Village, da una famiglia battista missionaria. Da ragazzo le sue inclinazioni sessuali non trovano accoglienza o comprensione: egli ne trova la causa nella mancanza di educazione LGBT nella sua comunità. A 19 anni, poco dopo aver iniziato il Lyon College a Batesville, viene spinto a prendere parte ad una terapia di conversione nella associazione di Love in Action a Memphis, uscendone poco dopo con l'aiuto della madre. Secondo quanto da lui affermato, la scrittura è stata difficile perché presentava la storia della sua famiglia sotto luci ed ombre.
Nel 2017 Conley ha diretto il Memoir Incubator program a GrubStreet nel centro indipendente di scrittura creativa di Boston. Si è trasferito a New York con suo marito e continua a diffondere testimonianze delle torture psicologiche inflitte ai ragazzi nelle terapie di conversione, ancora legali negli Stati Uniti.

## Edizioni
Prima edizione originale
- Garrard Conley, Boy Erased: A Memoir, New York, Riverhead Books, 2016, ISBN 978-1-59463-301-0.

Prima edizione italiana
- Garrard Conley, Boy Erased - Vite cancellate, Firenze, Edizioni Black Coffee, 2018, ISBN 978-88-94833-12-6.